# Ooku
Ooku é a quarta coletânea de Masami Okui. Foi lançado em 6 de fevereiro de 2008 pela evolution e possui 10 faixas.

## Produção
Foi lançado junto com uma edição limitada contendo um DVD com sete videoclipes.
O projeto conta com músicas de sete singles produzidas pela gravadora da própria Okui, a evolution, além de covers de si própria com novos arranjos.

## Recepção
O álbum ficou duas semanas no Oricon Albums Chart, chegando à 78ª posição.
Ao analisar o álbum, o CD Journal disse que "as várias canções famosas cantadas com impactantes vocalizações emocionais são perfeitas para o trocadilho humorístico do título". ("Ooku" significa algo como "harém", em tradução livre, mas também tem um kanji do mesmo nome da cantora). O site ainda diz que este obra reafirma o caminho musical e personalidade de Okui.

## Faixas
| N.º            | Título                                                                  | Letras         | Música          | Arranjo                        | Duração |  |
| 1.             | "Olive"                                                                 | M. Okui        | M. Okui         | Hideyuki Suzuki                | 4:50    |  |
| 2.             | "TRUST" (de Kore ga Watashi no Goshujin-sama)                           | M. Okui        | M. Okui         | Seikou Nagaoka                 | 4:16    |  |
| 3.             | "mitsu"                                                                 | M. Okui        | M. Okui         | Monta                          | 6:29    |  |
| 4.             | "zero-G-" (de Ray the Animation)                                        | M. Okui        | Monta           | H. Suzuki                      | 3:56    |  |
| 5.             | "WILD SPICE" (de Muteki Kanban Musume)                                  | M. Okui        | Monta           | Monta                          | 4:34    |  |
| 6.             | "Remote Viewing" (de Routes)                                            | M. Okui        | Michio Kinugasa | H. Suzuki                      | 3:57    |  |
| 7.             | "It's my life"                                                          | M. Okui        | Monta           | Toshiro Yabuki e Tsutomu Ohira | 3:59    |  |
| 8.             | "REINCARNATION -Self Cover Ver.-" (de Uchuu no Kishi Tekkaman Blade II) | M. Okui        | Takashi Kudou   | H. Suzuki e T. Yabuki          | 3:56    |  |
| 9.             | "Rondo-revolution -Self Cover Ver.-" (de Shoujo Kakumei Utena)          | M. Okui        | T. Yabuki       | T. Yabuki e MACARONI☆          | 4:33    |  |
| 10.            | "Shuffle -Self Cover Ver.-" (de Yu-Gi-Oh! Duel Monsters)                | M. Okui        | T. Yabuki       | MACARONI☆                      | 4:55    |  |
| Duração total: | Duração total:                                                          | Duração total: | Duração total:  | Duração total:                 | 45:25   |  |